# Ousia

L’ousia (en grec ancien : οὐσία) est un terme employé dans la philosophie grecque et dans la théologie chrétienne pour désigner, selon les contextes, la substance ou l'essence d'une chose. Le concept d'ousia a été introduit en philosophie par Platon et joue un rôle décisif dans la métaphysique de son disciple Aristote. Dans la théologie chrétienne, il a notamment servi à formuler le dogme de la Trinité.

## Étymologie
Le terme d'ousia est un nom féminin tiré du verbe εἶναι (einai), qui signifie « être ». L'ousia est donc l'essence, la substance. Il a par conséquent été traduit en latin par substantia et essentia. Cicéron utilise le terme d'essentia ; chez Boèce, on trouve essentia dans le Contra Eutychen, où il traduit « ousiôsis » par « subsistentia », et « hupostasis » par « substantia » ; en revanche, dans sa traduction des Catégories, il traduit « ousia » par substantia.

## Philosophie grecque

### Platon
Chez Platon, la substance est synonyme de l'essence. Dans son dialogue tardif du Phédon, Platon définit l'« ousia » dans un dialogue qui porte sur la réalité de l'âme et sa survie après la mort. Platon cherche à connaître « ce que c'est » que l'âme, et expose plusieurs théories qu'il critique (« l'âme-harmonie » des Pythagoriciens, par exemple). L'ousia est définie comme « ce que chaque chose se trouve être précisément ».
Dans Euthyphron, l'ousia est définie comme l'essence de l'eusébie, qui est le sujet du dialogue. L'ousia est donc ici la nature invariable et stable. de la chose. Elle est l'essence par laquelle le monde est créé, et se divise en deux : l'ousia qui n'est conçue que par la pensée (purement intelligible), et celle qui peut tomber sous les sens (ousia sensible). Cette dernière n'est reconnue que par les sens, et perçue par les yeux.
La première substance est une et permanente. Le démiurge, la matière, les formes des choses, et l'âme relèvent de cette ousia purement intelligible. La seconde substance comprend tout ce qui reçoit une forme, tout ce qui est engendré et dont l'origine provient de la première essence ; elle est ce qui élève de la première essence à la seconde, à elle-même.

### Aristote
Aristote fait de l'ousia un des concepts fondamentaux de sa métaphysique. Dans le deuxième livre de De l'âme, il explicite les trois sens du terme : « La substance (ousia) [...] peut se prendre en trois sens : d'une part la forme, de l'autre la matière, enfin le composé [des deux] ». En règle générale, l'ousia artistotélicienne désigne le composé des deux, qui est appelé sunolon (σύνολον). La matière et la forme s'allient, où la substance première correspondant à l'idée singulière, l'individu, et la substance formelle (essence, quiddité) ou substance seconde correspondant à la catégorie supérieure de la substance première.
La substance fait partie des catégories ; il existe plusieurs listes de ces catégories dans l'œuvre d'Aristote. Celle qui est donnée dans Les Catégories place la substance à sa tête. Mais ce n'est pas le cas dans une autre liste, donnée dans les Topiques, où la substance est remplacée par le « ti esti » (τί ἐστι« ce que c'est »). Cette différence peut s'expliquer ainsi : « ce que c'est » peut être considéré comme un équivalent de la substance, car demander ce que c'est qu'une chose, c'est demander quelle est son « ousia ».
- Substance première (πρώτη οὐσία, prôté ousia)

La substance est d'abord « ce qui n'est ni dans un sujet, ni ne se dit d'un sujet, par exemple, tel homme donné, tel cheval donné. » C'est un sensible singulier (τὸ καθ’ἕκαστον καὶ αἰσθητόν, to kath'hekaston kai aisthêton), individuel et numériquement un, qui n'est prédiqué de rien, mais dont on prédique d'autres réalités[style à revoir]. Les substances premières « signifient un ceci, en effet, ce qu'elles désignent est individuel et numériquement un. »

Mais ce n'est pas encore suffisant pour qualifier la substance, car toute chose individuelle et numériquement une n'est pas une substance. En effet, cette première définition fait de la matière une substance : 
« L'un des genres de l'être est, disons-nous, la substance ; or, la substance, c'est en un premier sens, la matière, c'est-à-dire ce qui, par soi, n'est pas une chose déterminée ; en un second sens, c'est la figure et la forme, suivant laquelle, dès lors, la matière est appelée un être déterminé, et, en un troisième sens, c'est le composé de la matière et de la forme. ».
Aristote ajoutera donc que :
« La substance est prise en deux acceptions ; c'est le sujet dernier, celui qui n'est plus affirmé d'aucun autre, et c'est encore ce qui, étant l'individu pris dans son essence, est aussi séparable : de cette nature est la forme ou configuration de chaque être. ».
La substance a la propriété d'être séparée (χωριστόν, khôriston) et par soi (καθ’αὑτόν, kath'auto).
- Substance seconde (δευτέρα οὐσία, deutera ousia)

« Sont dites essences secondes les espèces auxquelles appartiennent les essences dites au sens premier, ces espèces ainsi que les genres de ces espèces »

### Dans l'œuvre de Théophraste
Dans son ouvrage Des vents, l’ousia chez Théophraste concerne les caractères propres.

## Théologie
La notion d’ousia a été fondamentale dans la définition du dogme de la Trinité chrétienne. Les pères du concile de Nicée en 325 ont utilisé le terme homoousia (ὁμοουσία), consubstantialité, pour qualifier la relation entre le Père et le Fils.

#### Platon
- (fr) Platon (trad. du grec ancien par Monique Dixsaut), Phédon : Platon, Œuvres complètes, Paris, Éditions Flammarion, 2008 (1re éd. 2006), 2204 p. (ISBN 978-2-08-121810-9)

#### Aristote
- (fr) Aristote (trad. du grec ancien par Pierre Pellegrin), Métaphysique, Livres Δ et Z : Aristote, Œuvres complètes, Paris, Éditions Flammarion,‎ 2014, 2923 p. (ISBN 978-2-08-127316-0)
- (fr) Aristote (trad. du grec ancien par Pierre Pellegrin), Les Catégories : Aristote, Œuvres complètes, Paris, Éditions Flammarion, 2014, 2204 p. (ISBN 978-2-08-121810-9)
- (fr) Aristote (trad. du grec ancien par Pierre Pellegrin), Topiques : Aristote, Œuvres complètes, Paris, Éditions Flammarion, 2014, 2204 p. (ISBN 978-2-08-121810-9)

#### études sur l'ensemble de la philosophie grecque
- Nishitani Keiji, « Le problème de l’être et la question ontologique », Laval théologique et philosophique, vol. 64, no 2,‎ 2008, p. 305-325 (lire en ligne)* André Motte, Pierre Somville (éds.), Ousia dans la philosophie grecque des origines à Aristote, Louvain-la-Neuve, Peeters 2008.
- Pierre Destrée, « Théologies et mystiques de la Grèce hellénistique et de la fin de l’Antiquité », Annuaire de l’École pratique des hautes études, Section des sciences religieuses, t. 108,‎ 1999-2000, p. 263-271 (lire en ligne)

#### Commentaires d'Aristote
- Pierre Aubenque, Le problème de l'être chez Aristote, Paris, Presses universitaires de France, 1962.
- Franz Brentano, Aristote, Les diverses acceptions de l'être, Paris, Vrin, 2000.
- (en) Constantinos Athanasopoulos, « Ousia in Aristotle's Categories », Logique et Analyse, Nouvelle série, vol. 53, no 210,‎ juin 2010, p. 211-243 (lire en ligne)

##### Philosophie romaine
- Sénèque, Lettres à Lucilius
- Augustin d'Hippone, La Cité de Dieu (livre XII, 2)
- Boèce Contra Eutychen
- Boèce, traduction des Catégories d'Aristote